# شبكة قنوات سي بي سي
مركز تلفزيون العاصمة (بالإنجليزية: Capital Broadcasting Center) واختصاراً سي بي سي (بالإنجليزية: CBC) هي شبكة قنوات مصرية اجتماعية إخبارية افتتحت في رمضان 2011م. وهي إحدى قنوات المتحدة للخدمات الإعلامية، المملوكة للمخابرات العامة المصرية.
ويعد مركز تليفزيون العاصمة أحد أهم وأكبر شبكات القنوات الفضائية في مصر والعالم العربي ويضم مجموعة متميزة من قنوات البث الفضائي العامة والمتخصصة.
يقدم مركز تليفزيون العاصمة كل ما يهم المشاهد من مادة تليفزيونية متميزة وممتعة ومفيدة في شتى مناحي الحياة، سواء على المستوى الديني أو السياسي أو الاقتصادي أو الاجتماعي، ويدرك أهمية وحساسية تلك المرحلة التي تمر بها مصر والعالم العربي، ومن هنا يدرك أهمية مخاطبة المجتمع والأسرة والفرد في آن واحد، وتلبية احتياجاتهم الحقيقية في المعرفة، لأنها الطريقة المثلى التي تمنح المشاهد الفرصة لتكوين وجهة نظره الخاصة بلا وصاية أو توجيه.

## برامج شبكة CBC

### برامج سي بي سي العامة
- معكم منى الشاذلي تقديم منى الشاذلي وهو برنامج أسبوعي متنوع يعرض مرتين في الأسبوع يومي الخميس والجمعة الساعة 7 مساء تلتقي فيه منى الشاذلي بالناس بعيداً عن زحام الأحداث اليومية بعيداً عن توتر الأخبار المتلاحقة وبعيداً عن حالة انتظار المصائب والإحساس بقلة الحيلة تنقل لهم حكايات حقيقية لم يشاهدوها أو يسمعوها من قبل لأن منى من وقت لآخر بين حكاية وأخرى ستصنع مفاجأة لضيوفها وللجمهور أيضا وقد انتقل البرنامج للبث على قناة أون في عام 2023م.
- الستات ما يعرفوش يكدبوا وهو برنامج منوع يعرض من السبت للأربعاء الساعة 3 عصرا ويقدم للمرأة كل المواضيع المطروحة على الساحة بوجهة نظرهم هم شخصياً مصحوبة بآراء ونقاشات من مفكرين وأدباء ودعاة وفنانين من تقديم منى عبد الغني ومفيدة شيحة وهبة الأباصيري وإيمان عز الدين
- الجراج وهو برنامج أسبوعي ترفيهي خدمي في المقام الأول يتميز بالحداثة في الشكل والمضمون من خلال الإيقاع السريع على نمط برامج الترفيه الأمريكية ويعرض يوم الجمعة الساعة الثانية ظهرا.
- والله أعلم يقدمه فضيلة الإمام الدكتور علي جمعة من السبت إلى الثلاثاء الساعة الخامسة مساء.
- من سيربح المليون حيث يقوم جورج قرداحي بتوجيه عدد من الأسئلة للمتسابق الذي أمامه وكلما نجح في الإجابة على سؤال ينتقل إلى المرحلة التالية، إلى أن يصل إلى السؤال النهائي والذي تبلغ قيمته مليون ريال سعودي ويعرض الساعة التاسعة مساء يوم الخميس .

- سولد أوت تقديم محمود سعد
- شارك تانك مصر
- افتح باب قلبك تقديم أميرة بهي الدين
- مانشيت تقديم جابر القرموطي
- زووم أفريقيا تقديم سالي عاطف
- في المساء مع قصواء تقديم قصواء الخلالي
- جوهرة مصرية تقديم هبة عبد الفتاح[8]

## القنوات

### قنوات حالية
أطلقت شبكة قنوات سي بي سي عدة قنوات هي:
- سي بي سي قناة عامة.
- سي بي سي دراما قناة متخصصة في عرض المسلسلات الدرامية.
- سي بي سي سفرة قناة متخصصة لفنون الطبخ.
- إكسترا نيوز قناة إخبارية.
- إكسترا لايف قناة إخبارية.

### قنوات سابقة
- CBC Two وهي قناة بها جميع المنوعات، وقد أغلقت شبكة قنوات سي بي سي، قناة cbc two، حيث أوضحت أن توقف بطولة الدوري الممتاز يعد هو السبب الرئيسي لذلك؛ وقالت سي بي سي، في بيان صحفي لها «نظرا لإيقاف النشاط الكروي وتأجيل الدوري العام لكرة القدم إلى موعد غير محدد حتى الآن، ونظرا لأن قناة cbc two، هي القناة المخصصة بين قنوات cbc بشكل أساسي في نقل مباريات الدوري والاستوديو التحليلي الخاص بها، والبرنامج الرياضي اليومي، فقد قررت إدارة قنوات cbc إيقاف قناة cbc two اعتبارا من أول مارس المقبل». وأضافت، أنها لم تحسم أمر البرامج الأخرى التي تذاع على نفس شاشتها، على أنه بالنظر في المحتوى الرياضي حال صدور قرار بعودة النشاط الكروي وانتظام الدوري العام، وذلك بالشكل والكيفية التي ستراها الإدارة ملائمة للقنوات حينها، إضافة إلى ذلك فالقناة الإلكترونية الخاصة بالقناة على يوتيوب ما زالت موجودة.[9]
- CBC +2 وهي قناة متخصصة في عرض ما يبث على قناة سي بي سي الأصلية بعد ساعتين، وتم إغلاق القناة في وقت لاحق. (وعلى التردد الثاني 12054 رأسي)
- CBC Extra تغير أسمها إلى إكسترا نيوز بعد دمجها مع قناة النهار اليوم.

## دمجها مع شبكة تليفزيون النهار
في 24 مايو 2016 أعلنت شبكة تليفزيون النهار و شبكة قنوات سي بي سي عن اتحاد الكيانين تحت مظلة شركة قابضة كبرى تضم مجموعتي القنوات إلى جانب شركتي الوكيل الإعلاني للمجموعتين وشركتي الخدمات الإعلامية والإعلانية وفي هذا الشأن تم عقد مؤتمر صحفي ظهر اليوم المذكور بحضور المهندس محمد الأمين والأستاذ علاء الكحكي المستثمرين الرئيسيين في النهار وسي بي سي والمهندس وليد العيسوي رئيس مجلس إدارة شبكة قنوات سي بي سي والإعلامي عمرو الكحكي العضو المنتدب لشبكة تليفزيون النهار، وفي وجود جميع إعلاميي ونجوم المجموعتين وقياداتيهما وفي المؤتمر الصحفي تم التأكيد على أن الهدف من هذه الشراكة الكاملة هو تعظيم الموارد الاقتصادية للقنوات ودعم صناعة الإعلام المصرية وتوسيع قاعدة المنافسة والخروج بها من الدائرة المحلية إلى السوق العربية إلى جانب أن اجتماع وتكامل الموارد البشرية من الإعلاميين المتميزين في كلا المجموعتين والكوادر الفنية والإدارية والخبرات المتنوعة سيضمن تقديم مستوى رفيع من المحتوى في مجالات الدراما والأخبار والشئون الجارية والترفيه والمجالات المتخصصة بكافة أنواعها وذلك بأعلى مواصفات الجودة التي لا تقل عن المقاييس الدولية وفي الإطار نفسه تم التأكيد على أن هذه الشراكة ستدعم بقوة فصل الملكية عن الإدارة التي يتولاها الإعلاميون المحترفون دون تدخل من الملاك المستثمرين، كما ستدعم مبدأ عدم الخلط بين دور الإعلام والإعلاميين وبين الإتجاهات السياسية والسياسيين وتم التأكيد أيضًا على أن الهدف من هذه الشراكة هو التوسع وزيادة الجودة وأنها ستحافظ علي جميع الموارد البشرية والكفاءات المهنية في المجموعتين وتفتح مجالاً للمزيد، كما ستحافظ على هوية قنوات المجموعتين وأسلوبيهما ضمن سياسة عامة وقواعد سلوك مهني واحدة وتم أيضًا التأكيد على أن هذا الكيان الجديد سيعمل وفق التشريعات الإعلامية المرتقب صدورها قريباً ملتزماً بها آملاً أن تحمي صناعة الإعلام وتضع له الضوابط المنظمة وفي النهاية تم التأكيد على أن دخول كيانات جديدة إلى صناعة الإعلام المصري وإعادة هيكلة كيانات إعلامية أخرى جميعها سيصب في صالح الصناعة والمنافسة وفي صالح الجمهور والمجتمع بوجه عام كما أنه لا شك قوة مضافة للاقتصاد الوطني وداعماً لإستقراره ولكن لم يستمر طويلا.